# Liga acadêmica
Uma liga acadêmica é uma associação civil e científica livre, de duração indeterminada, sem fins lucrativos, com sede e foro na cidade da instituição de ensino que a abriga, que visa complementar a formação acadêmica em uma área específica, por meio de atividades que atendam os princípios do tripé universitário de ensino, pesquisa e extensão. Embora inicialmente criadas nos cursos de Medicina, existem também em outras áreas. 
A liga é criada e organizada por acadêmicos, professores e profissionais que apresentam interesses em comum. Constitui-se por atividades extraclasse e costuma ter ações voltadas para a promoção à saúde, educação e pesquisas, contribuindo para o desenvolvimento científico e aprimoramento da área a qual estuda.
Todas a Ligas são organizadas de forma estrutural, constituídas de uma diretoria administrativa e por membros efetivos. A diretoria normalmente é composta por presidente, vice-presidente e eventuais diretores que se fazem necessários para o correto e bom funcionamento do grupo, a citar: diretor científico, relações públicas, tesoureiro, secretário entre outros.
O número de participantes em uma liga é variável, normalmente aumentando em função do tempo de existência da liga. O número de coordenadores também é variável, normalmente iniciando-se com apenas um professor ou profissional da área, aumentando proporcionalmente ao número de membros ligantes acadêmicos.
Todos os integrantes das Ligas são submetidos a normas ditadas pelo estatuto. Este deve conter, no mínimo:
1. a denominação, os fins e a sede da LA;
2. os requisitos para a admissão e exclusão dos membros;
3. os direitos e deveres dos membros;
4. o modo de constituição e de funcionamento da LA;
5. as condições para a alteração das disposições regimentais e para a dissolução da LA;
6. a forma de gestão administrativa e de aprovação das respectivas contas.

O grupo de discentes deve ser supervisionado e coordenado por professores e profissionais do departamento referente à área em questão, que irão otimizar a realização das atividades e a elaboração das linhas de pesquisas científicas.
Alguns autores, porém, enumeram críticas às ligas acadêmicas. Ressalta-se a possível subversão da estrutura curricular formal, reprodução vícios acadêmicos, especialização precoce, risco do exercício ilegal sem orientação e supervisão e a ênfase no ensino e pesquisa em detrimento da extensão universitária, reduzida a campanhas e atividades pontuais.

## Organizações de ligas
Algumas ligas, principalmente as mais antigas, por terem ligas em outras universidades visando o mesmo tema, acabam se organizando em grupos maiores, estaduais, regionais e federais. Assim, são realizadas ações em conjunto, aumentando a abrangência das mesmas. Como exemplo, pode-se citar o Comitê Brasileiro de Ligas do Trauma (COBRALT) e o Comitê Brasileiro das Ligas de Otorrinolaringologia (CBLORL), que reúnem todas as Ligas da mesma área/especialidade médica, e a Sociedade Brasileira de Ligas Acadêmicas de Clínica Médica que promove eventos e cooperação entre as ligas integrantes e suas ações. Outros exemplos incluem a Associação Brasileira de Ligas Acadêmicas de Medicina (ABLAM), a Associação Brasileira de Ligas Acadêmicas de Saúde Integrativa e Complementar (ABLASIC) e a Associação Brasileira de Ligas Acadêmicas de Cirurgia (ABLAC).
As organizações de ligas também podem trabalhar na regulação das ligas acadêmicas, como uma resposta à proliferação de ligas sem as devidas reflexões sobre as mesmas.